# Jagdstaffel 75
La Jagdstaffel 75 (in tedesco: Königlich Preußische Jagdstaffel Nr 75, abbreviato in Jasta 75) era una squadriglia (staffel) da caccia della componente aerea del Deutsches Heer, l'esercito dell'Impero tedesco, durante la prima guerra mondiale (1914-1918).

## Storia
La Jagdstaffel 75 venne formata il 16 febbraio 1918 presso il Fliegerersatz-Abteilung n. 2 di Schneidemuhl. La nuova squadriglia divenne operativa il 25 febbraio e il 1º marzo venne posta a supporto della Armee-Abteilung B. La prima vittoria aerea della squadriglia è stata ottenuta il 12 aprile 1918.
Il Leutnant Walter Karjus fu l'ultimo Staffelführer (comandante) della Jagdstaffel 75 dall'agosto 1918 fino alla fine della guerra.
Alla fine della prima guerra mondiale alla Jagdstaffel 75 vennero accreditate 4 vittorie aeree di cui 1 per l'abbattimento di palloni da osservazione. Di contro, la Jasta 75 subì solamente un ferito in azione.

## Lista dei comandanti della Jagdstaffel 75
Di seguito vengono riportati i nomi dei piloti che si succedettero al comando della Jagdstaffel 75.
| Grado        | Nome            | Periodo                           |
| ------------ | --------------- | --------------------------------- |
| Oberleutnant | Hasso von Wedel | 16 febbraio 1918 – 28 giugno 1918 |
|              | Lothar Haussler | 28 giugno 1918 - 1 agosto 1918    |
| Oberleutnant | Hasso von Wedel | 1 agosto 1918 – 21 agosto 1918    |
| Major        | Walter Karjus   | 21 agosto 1918 – 11 novembre 1918 |

## Lista delle basi utilizzate dalla Jagdstaffel 75
- Habsheim, Francia: 1 marzo 1918 - 11 novembre 1918